# Radinoderus pictipes
Radinoderus pictipes är en tvåvingeart som beskrevs av Alexander 1946. Radinoderus pictipes ingår i släktet Radinoderus och familjen Tanyderidae. Inga underarter finns listade i Catalogue of Life.